# Церква Покрова Пресвятої Богородиці (Бонарівка)

Церква Покрова Пресвятої Богородиці

Церква Покрова Пресвятої Богородиці у колишньому замішанському селі Бонарівка гміни Стрижів Стрижівського повіту Підкарпатського воєводства в Польщі.

## Історія
Храм Покрову Пресвятої Богородиці закладений православною громадою близько 1460 року. Належав до парафії с. Лютча (нині гміна Небилець) (1581) Перемишльської єпархії Київської митрополії Константинопольського патріархату.
З 1630 парафія перепідпорядкована Руській Унійній Церкві. 
Сучасна будівля тридільного, трикупульного храму була збудована у 1-й половині XVII століття. Була збудована чи перебудована 1841 теслею Іваном Лиском, а наприкінці XIX століття понад бабинцем добудовано вежу. 
На сьогодні нава, вівтарна частина вкриті двосхилими дахами, а бічні стіни покриті ґонтом. У бабинці, наві збережені розписи Павла Богданівського (1898) і Павла Запорожця (1932) з сценами життя святого Сімейства. 
Збереглися ікони «Офірування Марії в святині» (1-а половина XVII століття), «Матір Божа Опіки» (1-а половина XVIII століття), фігура Воскреслого Христа (XVII століття). На межі XX-XXI століть храм ґрунтовно відновили. 
На прицерковному цвинтарі збереглося 38 надгробків (найдавніший 1902 року).
До виселення українців церква була парафіяльною і належала до Короснянського деканату Перемишльської єпархії ГКЦ.
Останнім настоятелем храму був короснянський декан УГКЦ о. Іоан Клюфас. 
Українське населення примусили покинути село в травні 1945 року. Замішанці і їх нащадки проживають на території Івано-Франківської області. 
Храм було передано під філіальний костел парафії Преображення Господнього з Жижнова РКЦ, для чого його 1970 року перебудували.
Храм внесено до туристичних пам'яток Шляху дерев'яної архітектури Підкарпатського воєводства (маршрут 1 «Коросно-Березів»). 
Належить до пам'яток архітектури за № 1260 від 22.04.1993 року.
На початок 2010-го р. до парафії належало 178 мешканців села Бонарівка.